# Llac de Saint-Mandé
El llac de Saint-Mandé és un estany natural del bosc de Vincennes situat al límit de Saint-Mandé, vorejat per la chaussée de l'Étang. Forma part administrativament del  12è districte de París, com el conjunt del bosc de Vincennes. És envoltat d'un  jardí d'estil anglès. Té una superfície de 40ha.

## Història
Aquest llac va ser creat al segle xiii per l'elevació d'un dic, o calçada (que esdevindrà l'actual chaussée de l'Étang), sobre el curs d'un rierol que baixa dels vessants de Montreuil. El rû de la Pissotte o rû de Montreuil provenia dels fossats del castell de Vincennes. Esdevingut progressivament una claveguera a cel obert, provoca les protestes dels habitants, incomodats per l'olor pestilencial. El llac va ser omplert al segle xviii i s'hi va fer una planura d'herba.

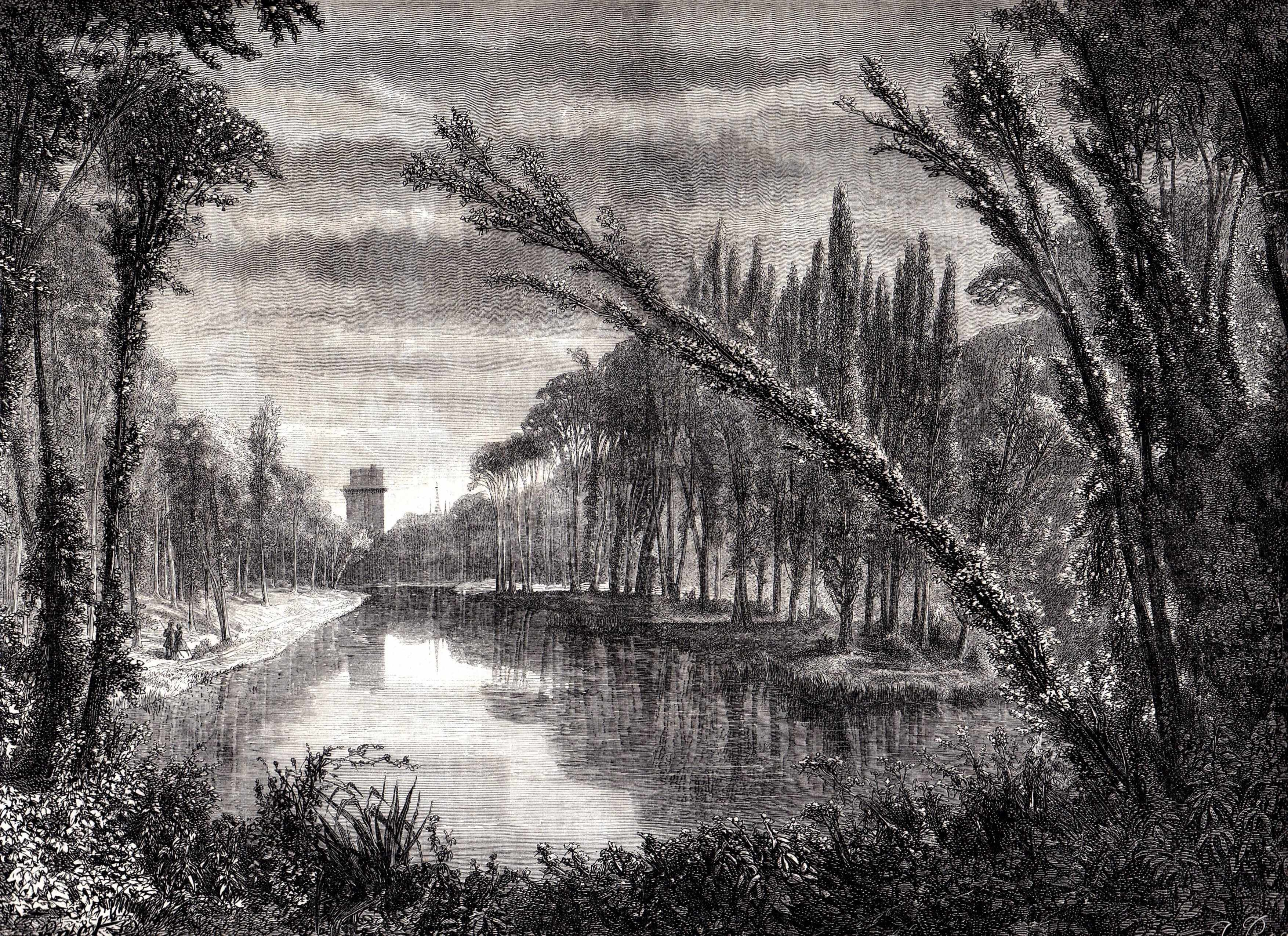
El llac en el moment de la seva reobertura i la torrassa del château de Vincennes al fons.

Al segle xix, en ocasió del condicionament del bosc de Vincennes, Jean-Charles Alphand va determinar la seva reobertura.
Alimentat com a l'origen pel rû de Montreuil, va trobar ràpidament els mateixos problemes que al passat. Alphand el va enllaçar finalment a la xarxa hidràulica general del Bosc de Vincennes. És actualment l'aigua del Sena que flueix al llac de Sant Mandé, a través de la reserva del llac de Gravelle.

## Activitats
Al llac hi ha una illa al centre que no és accessible més que als ocells: ànecs (ànec collverd, ànec mandarí, i ànec mut), cignes,  oques,  polles d'aigua…
El llac és un lloc de passeig dominical i familiar amb nombrosos espais i zones de jocs per a nens. Contràriament al llac Daumesnil, no s'hi autoritza el rem.